# ベカバード
ベカバード（ウズベク語: Bekobod, Бекобод、ロシア語: Бекабад）はウズベキスタン・タシュケント州の都市である。首都タシュケントより115km南のシルダリヤ川河岸にある。タジキスタンとの国境付近にあり、タジキスタン側の国境の街ホジェンドからは33kmである。推定人口12万人。ベカバド、ベカボドと表記されることもある。

## 概要
1899年に鉄道が敷かれ、建設責任者であったミハイル・ヒルコフの名前をとってヒルコフ (Хилков) と名付けられた。その後、付近の街であったベコヴァ (Бекова) と合併した。市としては、1945年にベゴヴァート (Begovat, Беговат) として設立された後、1964年にベカバード (Бекабад) と改名している。ソビエト連邦崩壊後、今のBekobodという表記になった。現在もロシア語表記であるБекабадをラテン文字に対応させたBekabadと表記されることがある。
第二次世界大戦後のシベリア抑留により、日本人捕虜が当地にあったソビエト連邦第288ベカバード収容所に連行され、発電所の工事などの作業を行なっている。
主な産業は製鉄、セメント製造、水力発電である。水力発電はシルダリヤ川の水力を利用したファルハド・ダムによって行われ、ウズベキスタン国内の重要な電力供給源となっている。また、1944年より操業を行なっているJSCウズベク・メタラージカル・プラント (Joint Stock Company Uzbek metallurgical plant, 通称：ウズメトコンビナート - uzmetcombinat) という製鉄所があり、国内だけでなく中央アジア全体でも有数の生産量を誇る。また、1926年より操業を行なっているベカバード・セメントOJSC (Open Joint Stock Company、株式会社を指す) は国内有数の生産量を誇り、2010年当時、2012年には1年におよそ190万トンのセメントを生産すると予測されている。

## 教育機関
- ベカバード第2学校[15]
- ベカバード第13学校[15]

## 公共施設
- ベカバード市小児病院[16]

## スポーツ
1945年に創立され、サッカーのウズベク・リーグに所属しているPFCメタルルグ・ベカバードが本拠地としている。

## 姉妹都市
- オストロヴィエツ・スヴィエトクルシスキ（英語版）